# Список видів птахів, описаних у 2010-х
Список видів птахів, описаних у 2010-х — перелік видів птахів, які вперше описані в період з 2010 по 2019 роки.

## Зведена статистика
Кількість описаних видів за роками
| Рік                   | 2010 | 2011 | 2012 | 2013 | 2014 | 2015 | 2016 | 2017 | 2018 | 2019 |
| Кількість нових видів | 5    | 3    | 7    | 28   | 5    | 3    | 5    | 8    | 6    | 5    |

Країни з найбільшою кількістю нових видів птахів
- Бразилія
- Перу
- Філіппіни
- Індонезія

## Птахи за роками

### 2010
- Phylloscopus calciatilis — В'єтнам, Лаос.[1]
- Grallaria fenwickorum(інші мови) — Колумбія.[2]
- Buteo socotraensis(інші мови) — Сокотра.[3]
- Laniarius willardi — Східна Африка[4]
- Scytalopus petrophilus — Бразилія.[5]

### 2011
- Canirallus beankaensis — Мадагаскар.[6]
- Puffinus bryani — Мідвей.[7]
- Turdus sanchezorum — Бразилія.[8]

### 2012
- Hylopezus whittakeri — Бразилія.[9]
- Thryophilus sernai — Колумбія.[10]
- Capito fitzpatricki — Перу.[11]
- †Pipilo naufragus — Бермудські острови.[12]
- Ninox leventisi — Філіппіни.[13]
- Ninox rumseyi — Філіппіни.[13]

### 2013
- Otus jolandae — Індонезія[14]
- Oceanites pincoyae — Чилі.[15]
- Thripophaga amacurensis — Венесуела.[16]
- †Colaptes oceanicus(інші мови) — Бермудські острови.[17]
- †Otus frutuosoi — Азорські острови.[18]
- Tyto almae — Індонезія[19]
- Scytalopus gettyae — Перу.[20]
- Orthotomus — Камбоджа.[21]
- Sporophila beltoni — Бразилія.[22]
- Robsonius thompsoni — Філіппіни.[23]
- Arremon kuehnerii — Мексика[24]
- Strix omanensis — Оман.[25]
- †Coenocorypha neocaledonica — Нова Каледонія.[26]

Ще 15 видів Бразилії описані у 17-му томі Handbook of the Birds of the World:
- Nystalus obamai
- Dendrocolaptes retentus
- Lepidocolaptes fatimalimae
- Campylorhamphus gyldenstolpei(інші мови)
- Campylorhamphus cardosoi(інші мови)
- Epinecrophylla dentei(інші мови)
- Myrmotherula oreni
- Herpsilochmus praedictus
- Herpsilochmus stotzi
- Hypocnemis rondoni
- Zimmerius chicomendesi
- Hemitriccus cohnhafti
- Tolmomyias sucunduri(інші мови)
- Polioptila attenboroughi
- Cyanocorax hafferi(інші мови)

### 2014
- Formicivora paludicola(інші мови) — Бразилія.[27]
- Dicaeum kuehni(інші мови) — Сулавесі.[28]
- †Cichlocolaptes mazarbarnetti(інші мови) — Бразилія.[29]
- Scytalopus gonzagai — Бразилія.[30]
- Muscicapa sodhii — Сулавесі.[31]

### 2015
- Strix hadorami[32]
- Scytalopus perijanus — Колумбія, Венесуела.[33]
- Locustella chengi — Китай[34]

### 2016

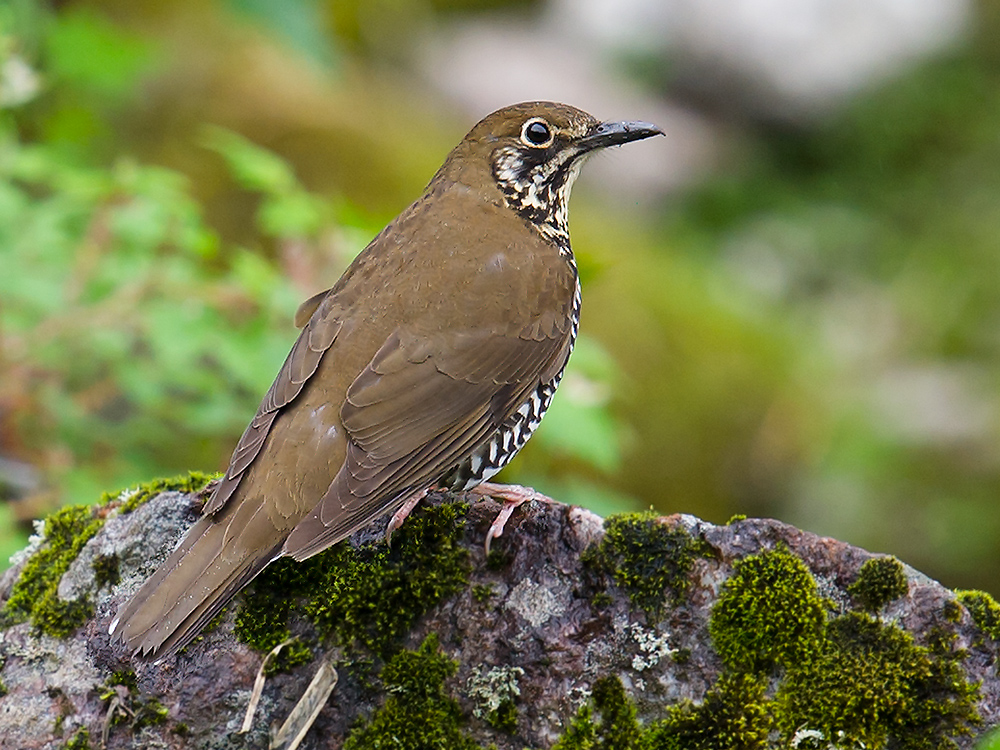
Zoothera salimalii

- Zoothera salimalii — Китай[35]
- Stiphrornis dahomeyensis(інші мови) — Західна Африка.[36]
- Stiphrornis unupectatus — Західна Африка.[37]
- Stiphrornis rudderi(інші мови) — Західна Африка.[36]
- Sporophila iberaensis — Аргентина.[38]

### 2017
- Scytalopus alvarezlopezi — Колумбія.[39]
- Sholicola ashambuensis — Індія.[40]
- Amazona gomezgarzai(інші мови) — Мексика.[41]
- Machaeropterus eckelberryi — Перу.[42]
- Campylopterus calcirupicola.[43]
- †Pyrrhula crassa(інші мови) — Азорські острови.[44]
- Myzomela irianawidodoae — Індонезія.[45]
- Megascops gilesi — Колумбія.[46]

### 2018
- Myrmoderus eowilsoni — Перу.[47]
- Pelecanoides whenuahouensis[48]
- Dicrurus occidentalis — Західна Африка.[49]
- Newtonia lavarambo — Мадагаскар.[50]

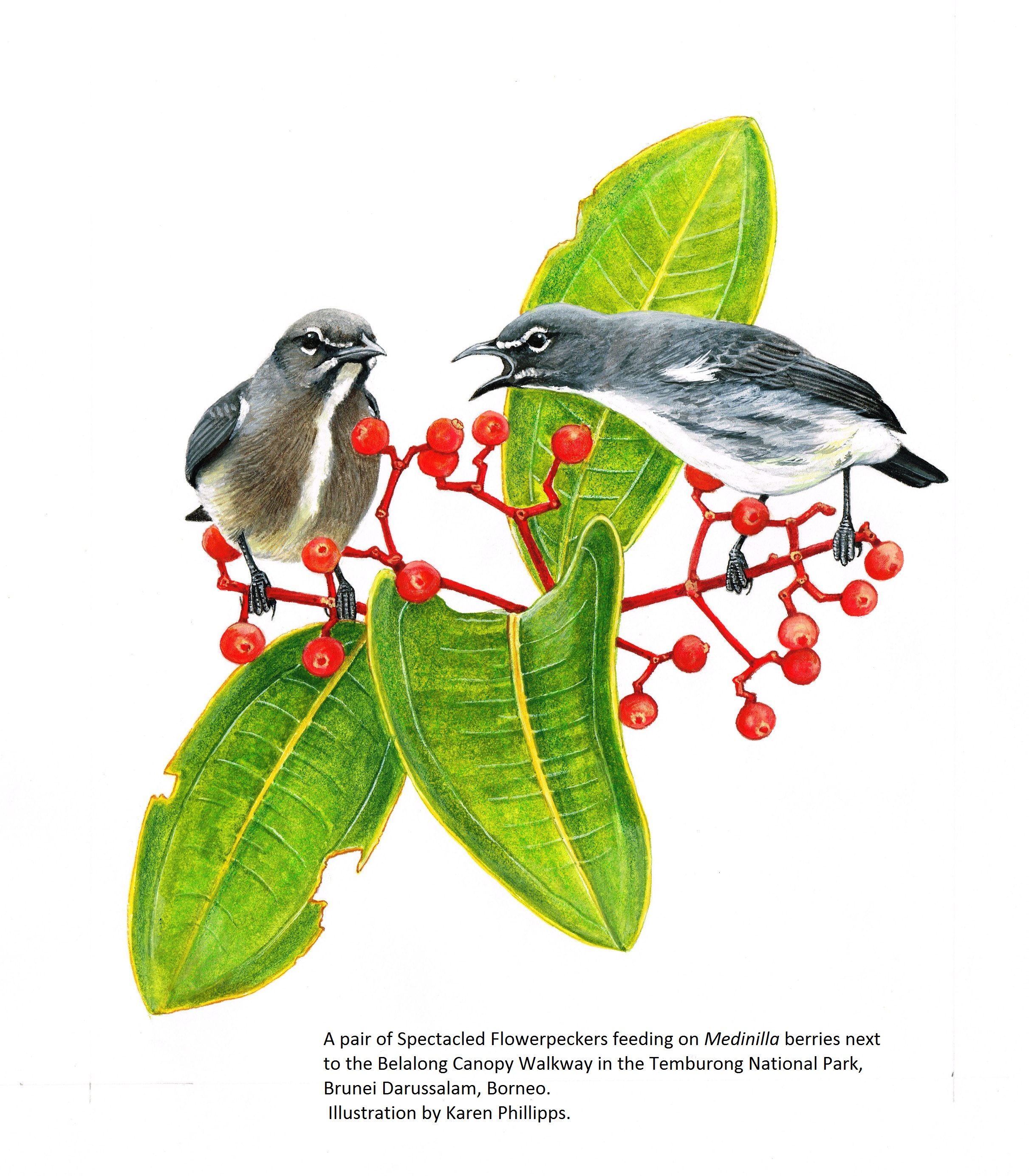
Dicaeum dayakorum

- Oreotrochilus cyanolaemus — Еквадор.[51]
- Phylloscopus rotiensis — Індонезія.[52]

### 2019
- Pycnonotus pseudosimplex — Калімантан.[53]
- Cercococcyx lemaireae — Західна Африка.[54]
- Buccanodon dowsetti — Західна Африка.[54]
- Myzomela prawiradilagae Індонезія.[55]
- Dicaeum dayakorum — Калімантан.[56]